# Atentados em Kerman em 2024
Os atentados em Kerman em 2024 ocorreram em 3 de janeiro de 2024, quando uma cerimônia comemorativa que marcava o assassinato de Qasem Soleimani no seu túmulo no leste de Kerman, no Irã, foi interrompida por duas explosões de bombas. Os ataques mataram pelo menos 84 pessoas e feriram outras 211. O governo iraniano declarou os atentados como um ataque terrorista, tornando-o no mais mortal do país desde o incêndio no Cinema Rex em 1978. O grupo Estado Islâmico de Coraçone reivindicou a autoria do ataque no dia seguinte.

## Antecedentes

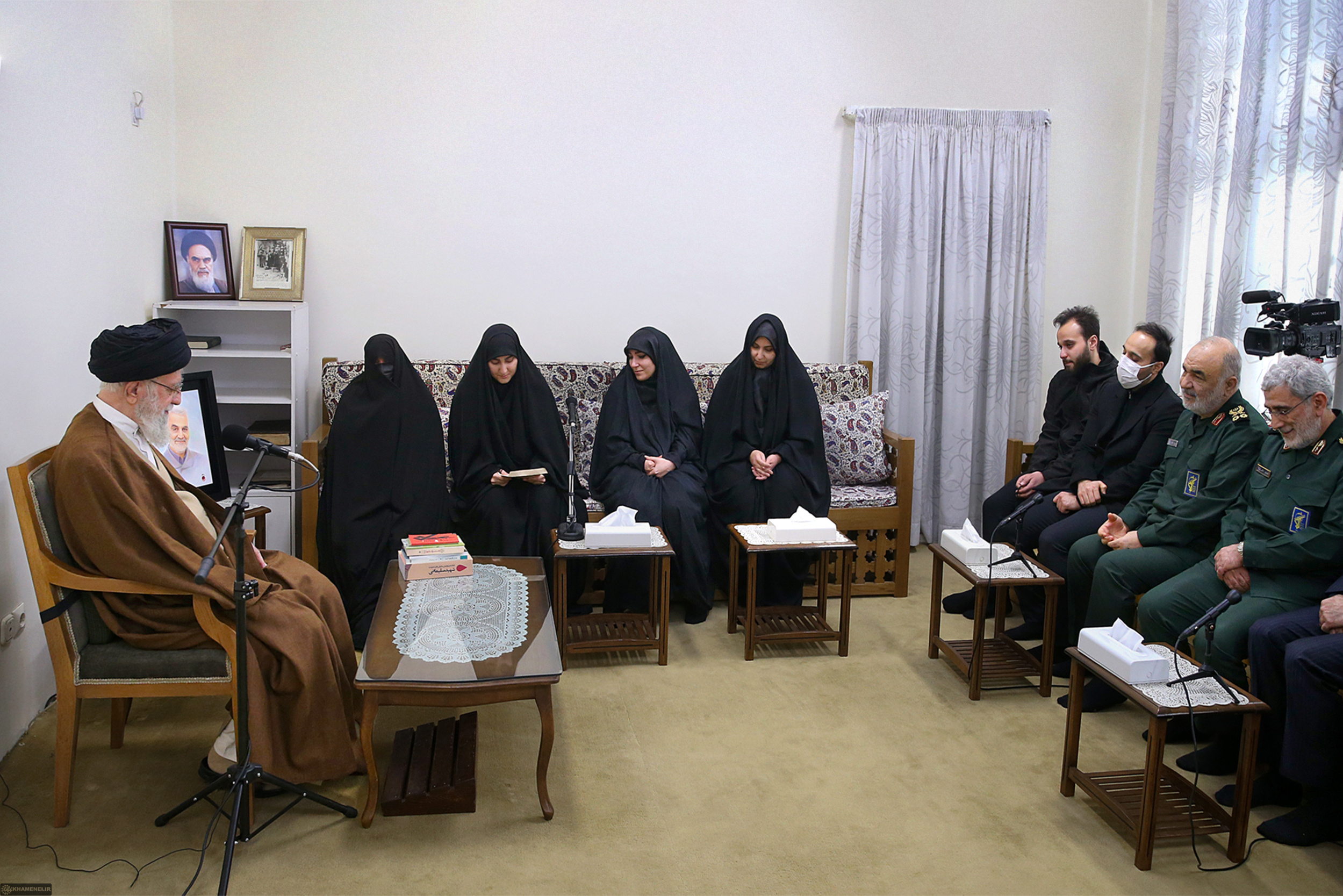
O líder supremo, Ali Khamenei, reuniu-se com a família de Qasem Soleimani dois dias antes dos atentados.

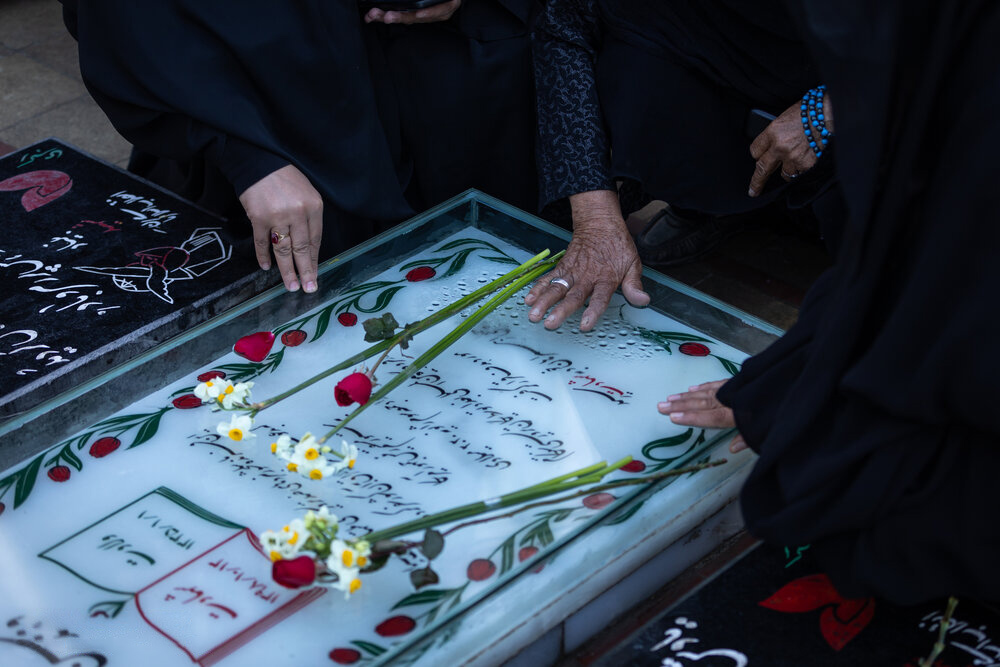
O túmulo de Qasem Soleimani no Cemitério dos Mártires em Kerman, em 2021.

Em 3 de janeiro de 2020, o general Qasem Soleimani foi morto num ataque de drone no Iraque pelos Estados Unidos. Soleimani era o comandante da Força Quds do Exército dos Guardiães da Revolução Islâmica. Soleimani ocupou uma posição de influência significativa no Irã, sendo amplamente considerado a segunda figura mais poderosa do país, depois do líder supremo, o aiatolá Ali Khamenei. Como líder da Força Quds, o braço de operações ultramarinas do IRGC, desempenhou um papel fundamental na definição da política iraniana em toda a região. Soleimani foi responsável por supervisionar missões clandestinas e fornecer orientação, financiamento, armas, inteligência e apoio logístico a governos aliados e grupos armados, incluindo o Hamas e o Hezbollah.
Durante a procissão fúnebre de Soleimani em Kerman, em 7 de janeiro de 2020, ocorreu uma debandada que matou pelo menos 50 pessoas em luto e feriu mais de 200 pessoas. O ataque de 2024 ocorreu em meio ao aumento das tensões no Oriente Médio após a guerra entre Israel e Hamas e seus conflitos indiretos. Um dia antes das explosões, um ataque de drone israelita no Líbano matou o vice-líder do Hamas, Saleh al-Arouri. Na década de 2020, o Estado Islâmico e outros grupos extremistas sunitas lançaram ataques semelhantes no país de maioria xiita; embora Israel tenha levado a cabo assassinatos seletivos e outros ataques relacionados com o programa nuclear do Irã, nunca tinha feito um ataque com vítimas em massa e Kerman não tinha sido anteriormente alvo destes atentados.

## Explosões
As explosões "gêmeas" atingiram uma procissão que se dirigia ao túmulo de Soleimani no cemitério Golzar Shohada, ao redor da mesquita Saheb al-Zaman, para comemorar o quarto aniversário de sua morte. A primeira explosão ocorreu a 700 metros do túmulo de Soleimani, perto de um estacionamento, enquanto a segunda ocorreu a um quilômetro de distância, na rua Shohada, para onde muitos fugiram. Os explosivos foram colocados de forma a impedir a sua detecção nos portões de segurança. As explosões ocorreram com intervalos de 10 a 15 minutos. De acordo com relatos da mídia iraniana, o ataque foi realizado usando duas pastas-bomba colocadas na entrada. Os explosivos foram detonados remotamente. Uma testemunha disse que uma das bombas foi colocada dentro de uma lata de lixo. O vice-governador da província de Kerman disse que os atentados foram um ataque terrorista.
Pelo menos 84 pessoas morreram e outras 211 ficaram feridas, 27 delas em estado grave. Os mortos incluem três paramédicos que responderam ao local da primeira explosão e foram apanhados na segunda explosão. Acredita-se que a maioria das mortes tenha ocorrido na segunda explosão. Vários dos feridos foram pisoteados durante o pânico que se seguiu às explosões.

## Resposta
A televisão estatal iraniana disponibilizou equipes de resgate do Crescente Vermelho prestando assistência aos feridos na cerimônia. Várias agências de notícias iranianas relataram um número maior de feridos. Reza Fallah, chefe do Crescente Vermelho provincial, afirmou que as suas equipas de resposta rápida estavam a evacuar os feridos, mas enfrentavam desafios devido a ondas de multidões que obstruíam as estradas. Hospitais em Kerman e arredores foram colocados em alerta para tratar as vítimas.
O vice-presidente Mokhber e o general Mohsen Rezai colocaram a culpa em Israel. Os Estados Unidos afirmaram que não há razão para acreditar que Israel esteve envolvido nas explosões.